# Vitesse orbitale

Comparaisons de vitesses orbitales de différents satellites de la Terre.

La vitesse orbitale d'un objet céleste, le plus souvent une planète, un satellite naturel, un satellite artificiel ou une étoile binaire, est la vitesse à laquelle il orbite autour du barycentre d'un système à deux corps, soit donc le plus souvent autour d'un corps plus massif. L'expression peut être employée pour désigner la vitesse orbitale moyenne du corps le long de son orbite ou la vitesse orbitale instantanée, en un point précis. On l'exprime en principe en m/s, mais souvent en km/h.

## Vitesse orbitale instantanée
La vitesse orbitale instantanée peut être déterminée par la seconde loi de Kepler, à savoir qu'en une durée déterminée, le segment de droite reliant le barycentre au corps décrit une surface constante, quelle que soit la portion de l'orbite que le corps parcourt pendant cette durée. En conséquence, le corps va plus vite près de son périapside que près de son apoapside.

### Cas général
La vitesse orbitale est liée à l'équation de la force vive.
La vitesse orbitale est obtenue par :
{\displaystyle v_{o}={\sqrt {2\left({\mu  \over {r}}+{\varepsilon }\right)}}}
où :
- {\displaystyle \mu } est le paramètre gravitationnel standard ;
- {\displaystyle r} est la distance entre le corps en orbite et le centre de l'orbite ;
- {\displaystyle \varepsilon } est l'énergie orbitale spécifique.

### Cas de l'orbite elliptique
Lorsque l'énergie orbitale spécifique est négative, l'orbite du corps secondaire est elliptique et sa vitesse orbitale est obtenue par :
{\displaystyle v_{o}={\sqrt {\mu \left({2 \over {r}}-{1 \over {a}}\right)}}}
où :
- {\displaystyle \mu } est le paramètre gravitationnel standard ;
- {\displaystyle r} est la distance entre le corps secondaire et le corps principal ;
- {\displaystyle a} est le demi-grand axe de l'orbite du corps secondaire.

Lorsque le corps secondaire est au périastre, la valeur de {\displaystyle r}, notée {\displaystyle r_{\mathrm {per} }}, est obtenue par {\displaystyle r_{\mathrm {per} }=a(1-e)}, où {\displaystyle a} et {\displaystyle e} sont le demi-grand axe et l'excentricité de l'orbite du corps secondaire. La vitesse orbitale du corps secondaire au périastre, notée {\displaystyle v_{\mathrm {per} }}, est obtenue par :
{\displaystyle v_{\mathrm {per} }={\sqrt {\frac {\mu (1+e)}{a(1-e)}}}}
Lorsque le corps secondaire est à l'apoastre, la valeur de {\displaystyle r}, notée {\displaystyle r_{\mathrm {ap} }}, est obtenue par {\displaystyle r_{\mathrm {ap} }=a(1+e)}, où {\displaystyle a} et {\displaystyle e} sont le demi-grand axe et l'excentricité de l'orbite du corps secondaire. La vitesse orbitale du corps secondaire à l'apoastre, notée {\displaystyle v_{\mathrm {ap} }}, est obtenue par :
{\displaystyle v_{\mathrm {ap} }={\sqrt {\frac {\mu (1-e)}{a(1+e)}}}}

### Cas de l'orbite circulaire
Une orbite circulaire est, par définition, une orbite dont l'excentricité est nulle.
La vitesse orbitale du corps secondaire en orbite circulaire est obtenue par :
{\displaystyle v_{o}={\sqrt {\mu  \over {r}}}}
où :
- {\displaystyle \mu } est le paramètre gravitationnel standard ;
- {\displaystyle r} est la distance entre le corps secondaire et le corps principal.

### Cas de la trajectoire parabolique
Lorsque l'énergie orbitale spécifique est nulle, la trajectoire du corps secondaire est parabolique et sa vitesse orbitale est obtenue par :
{\displaystyle v_{o}={\sqrt {\mu \left({2 \over {r}}\right)}}}
où :
- {\displaystyle \mu } est le paramètre gravitationnel standard ;
- {\displaystyle r} est la distance entre le corps secondaire et le corps principal.

### Cas de la trajectoire hyperbolique
Lorsque l'énergie orbitale spécifique est positive, la trajectoire du corps secondaire est hyperbolique et sa vitesse orbitale est obtenue par :
{\displaystyle v_{o}={\sqrt {\mu \left({2 \over {r}}+{1 \over {a}}\right)}}}
où :
- {\displaystyle \mu } est le paramètre gravitationnel standard ;
- {\displaystyle r} est la distance entre le corps secondaire et le corps principal ;
- {\displaystyle a} est le demi-grand axe de l'orbite du corps secondaire.

## Vecteur vitesse instantanée
Dans le cas d’une orbite elliptique, on s’intéresse au vecteur vitesse tel qu’il s’exprime dans le référentiel (non galiléen) fixé sur le corps central, en choisissant l’axe Ox qui pointe en direction du périastre (Ox est donc parallèle au grand axe et dirigé vers le point le plus proche de l’orbite).
La position et la vitesse vectorielles sont des conditions initiales nécessaires à l’intégration de la relation fondamentale de la dynamique.
En connaissant à un instant donné la position {\displaystyle {\vec {r}}=(r_{x},r_{y})} du corps sur son orbite, il s’agit de déterminer le vecteur vitesse correspondant {\displaystyle {\vec {v}}=(v_{x},v_{y})}.
Au périastre ou à l’apoastre, la solution est simple car le vecteur vitesse est orthogonal au vecteur position en ces points.
Les relations suivantes sont plus générales :
{\displaystyle v_{x}=-{\frac {a}{r}}{\frac {1}{\sqrt {1-e^{2}}}}\ r_{y}\ {\dot {M}}}
{\displaystyle v_{y}={\frac {a}{r}}{\sqrt {1-e^{2}}}\ (r_{x}+a\ e)\ {\dot {M}}}
où {\displaystyle {\dot {M}}} est la dérivée de l’anomalie moyenne par rapport au temps, soit le mouvement moyen :
{\displaystyle {\dot {M}}={\sqrt {\frac {G(m_{1}+m_{2})}{a^{3}}}}}.
Remarque :
- Lorsque la masse orbitale {\displaystyle m_{2}} n’est pas négligeable par rapport à la masse centrale {\displaystyle m_{1}}, les vecteurs position {\displaystyle {\vec {r}}} et vitesse {\displaystyle {\vec {v}}} devraient être représentés dans le référentiel inertiel fixé au barycentre. Les relations précédentes restent toutefois valables : 
  - Ces vecteurs vus du barycentre (ainsi que {\displaystyle a}) sont proportionnels aux vecteurs vus de la masse centrale avec un rapport multiplicatif {\displaystyle m_{1}/(m_{1}+m_{2})}, et les équations sont homogènes.
  - Par contre, puisque l’anomalie moyenne {\displaystyle M} ne change pas, le {\displaystyle a} intervenant dans sa définition reste le demi-grand axe de l’ellipse dont le foyer est le corps central.

## Vitesse orbitale moyenne

### Cas d’une orbite circulaire
La vitesse orbitale moyenne est déterminée soit en connaissant sa période orbitale et le demi-grand axe de son orbite, soit à partir des masses des deux corps et du demi-grand axe (qui est ici le rayon du cercle) :
{\displaystyle v_{o}={2\pi a \over T}}
{\displaystyle v_{o}={\sqrt {MG \over r}}}
où vo est la vitesse orbitale moyenne, a est la longueur du demi-grand axe, r est le rayon du cercle de l’orbite (= a), T est la période orbitale, M est la masse du corps autour duquel orbite celui dont on veut calculer la vitesse et G est la constante gravitationnelle. Dans la seconde relation, on reconnaît le rapport entre la circonférence du cercle de l’orbite et le temps de parcours. 
Ceci n'est qu'une approximation qui est vérifiée lorsque la masse du corps orbitant est considérablement plus faible que celle du corps central.
Lorsque la masse du corps orbitant n'est pas négligeable devant celle de l'autre corps, il s’agit de prendre en compte le fait que les deux corps se déplacent l’un et l’autre sur leurs orbites circulaires respectives. Dans ce cas, la vitesse moyenne recherchée est celle mesurée depuis le référentiel galiléen fixé au barycentre. Elle est donnée par la relation :
{\displaystyle v_{o}={\sqrt {m_{1}^{2}\ G \over (m_{1}+m_{2})\ r}}}
où m1  est la masse du corps central, m2 celle du corps considéré,  et r le rayon entre les deux corps. Il s'agit ici encore du cas particulier où les orbites des deux corps sont circulaires.

### Cas d’une orbite elliptique
Dans ce cas, il suffit de déterminer le périmètre {\displaystyle L} (ou la circonférence) de l’ellipse, mais on ne peut pas l’exprimer par des fonctions simples ; il convient d’exploiter la fonction intégrale elliptique de deuxième espèce. Il existe toutefois des approximations ; la première (due à Kepler) indique une valeur par défaut et la seconde (due à Euler) donne une valeur par excès :
{\displaystyle 2\pi {\sqrt {ab}}\leq L\leq \pi {\sqrt {2(a^{2}+b^{2})}}}
a et b étant respectivement les deux demi-axes de l’ellipse qui sont liés à l’excentricité e par la relation {\displaystyle b=a{\sqrt {1-e^{2}}}}.
On en déduit
{\displaystyle {\frac {m_{1}^{2}\ G\ {\sqrt {1-e^{2}}}}{(m_{1}+m_{2})\ a}}\leq v_{o}^{2}\leq {\frac {m_{1}^{2}\ G(1-e^{2}/2)}{(m_{1}+m_{2})\ a}}}
Remarques :
- Ces expressions concernent la vitesse mesurée depuis le référentiel fixé au barycentre.
- L’écart relatif entre les bornes respectives reste inférieur à {\displaystyle 10^{-5}} tant que e est inférieur à 0.1.
- On obtiendra une estimation plus précise en prenant la moyenne des racines des deux bornes.

## Exemple de paradoxe

Animation de l'envoi d'une balle en direction de la terre depuis la station spatiale internationale. Le mouvement de la balle vu depuis la station est contre intuitif. La balle commence à descendre vers la Terre comme on pourrait s'y attendre puis elle s'arrête et repart dans l'autre sens et dépasse l'orbite de la station.

Une balle lancée manuellement en direction de la Terre depuis la Station spatiale internationale (ISS) aura quasiment la même vitesse que la station spatiale, c'est-à-dire de plus de sept kilomètres par seconde et quasi parallèle à la surface terrestre. La balle suivra une orbite très proche de celle de la station, à peine plus elliptique. La balle se rapprochera de la Terre dans un premier temps en raison de la modification de son orbite, puis s'en éloignera et, au bout d'une demi-orbite, croisera celle de l'ISS. Au bout d'une orbite entière, la balle rejoindra en théorie la station spatiale. La balle ne tombera donc pas sur la Terre.